# Alfonso Castaldi
Alfonso Castaldi (n. 23 aprilie 1874, Maddaloni, Campania, Italia – d. 6 august 1942, București, România) a fost un compozitor, dirijor și profesor de muzică român de origine italiană, stabilit în România la vârsta de 20 de ani.

## Biografie
A început studiile muzicale la Maddaloni (1879-1883) cu Michele Serino (teorie-solfegiu) și Luigi Picillo (teorie-solfegiu, armonie) și le-a continuat la Conservatorul din Napoli (1883-1889) cu Paolo Serrao (armonie), Francesco Cilea și Umberto Giordano (contrapunct, fugă, compoziție).
A fost profesor particular de mandolină, chitară, vioară și teorie muzicală la Galați (1896-1901), continuând ca profesor de orchestră (1904-1905), de armonie, contrapunct, compoziție și orchestrație la Conservatorul din București (1905-1940). 
În 1914 a fondat orchestra Tinerimea simfonică din București.
Între 1925 și 1929 a fost inspector al muzicii în Ministerul Artelor.
În afară de prelucrări după autori preclasici, a compus două simfonii, schița simfonică „Tarantella” (1904), poeme simfonice („Talatta”, 1906; „Marsyas”, 1907), muzică de cameră. Are realizări și în domeniul muzicii vocale (coruri, cântece etc.). În creația sa muzicală, caracterizată prin pragmatism și meșteșug artistic, se resimte influența impresionismului. Deosebit de importantă a fost activitatea sa pedagogică în domeniul predării armoniei și contrapunctului, fiind profesorul multor compozitori și dirijori români, printre care George Georgescu, Ion Dumitrescu, Gheorghe Dumitrescu, Alfred Alessandrescu, Nicolae Brânzeu, Ion Vasilescu.
A fost și un talentat artist plastic, pictând portrete și peisaje. A făcut parte din cercul de artiști plastici de seamă ai vremii sale: Jean Alexandru Steriadi, Camil Ressu, Fritz Storck, Paul Verona, Ștefan Dimitrescu, Ștefan Luchian, Alexandru Szathmary, Iosif Iser și Oscar Han.

## Lucrări
muzică de teatru
- Floriana, 1902, operă într-un act, libretul de V. Ambra;
- Făt Frumos (Porc Împărat), 1915, feerie în 3 acte și 5 tablouri, libretul de G. Diamandy. muzică vocal-simfonică
- Missă pentru solist, cor mixt și orchestră, 1889;
- La chanson d'Eve, 1911, patru poeme lirico-simfonice pentru voce și orchestră, versuri de Ch. Van Lerberge.

muzică simfonică
- Uvertură pentru orchestră, 1902, dedicată sculptorului Fritz Storck;
- Tarantella, 1904, schiță simfonică pentru instrumente de coarde;
- Thalassa, 1906, poem simfonic;
- Marsyas, 1907, poem simfonic pentru orchestră mare;
- Simfonia nr. 1 în la minor, 1916;
- Simfonia nr. 2 L'Eroe senza glorie, 1925.

muzică de cameră
- Elegie pentru vioară și pian, 1886;
- Cvartet de coarde în stil antic;
- Cvartet de coarde nr. 2;
- Marșul vânătorilor, 1901, pentru pian solo;
- Elegie pentru violoncel și pian,;
- Nani, nani al păpușii, 1929, pentru harpă solo

muzică corală
- Lauda di Beatrice, 1921, pentru două coruri la 8 voci, versuri de Dante Alighieri

muzică vocală 
- Due melodie per canto e piano-forte sul poesie d'autori del secolo XVII, 1913

muzică militară
- La arme !

## Distincții
- Premiul de muzică al Ministerului Cultelor și Artelor (1925)
- Premiul Național de Muzică (1929).